# Église Saint-Guibert de Gembloux
L’église Saint-Guibert est un édifice religieux catholique qui se trouve au centre de la ville de Gembloux, en Belgique. Ancienne église abbatiale de l’abbaye bénédictine de Gembloux le bâtiment actuel fut construit entre 1762 et 1779 par Laurent-Benoit Dewez. Il est lieu principal de culte de la communauté catholique de la ville et de vénération à saint Guibert.

## Histoire
L’ancienne abbaye Saint-Pierre de Gembloux fut fondée au Xe siècle par saint Guibert. Elle fut durant des siècles le centre de la vie socio-économique, culturelle et religieuse de la ville.
Après un incendie qui, en 1678, ravagea l’abbaye et également une grande partie de la ville de Gembloux les bâtiments furent reconstruit près d’un siècle plus tard, sous la direction de l’abbé Legran. Palais abbatial et église tels que connus aujourd’hui furent œuvres de Laurent-Benoit Dewez, célèbre architecte des Pays-Bas méridionaux et édifiée de 1762 à 1779.
À la suite de l’expulsion des religieux et confiscation de leurs biens par l’autorité révolutionnaire française les bâtiments de l’abbaye sont vendus comme biens nationaux en 1797.
L’église abbatiale subit un sort différent : elle devient alors église paroissiale sous le patronyme de Saint-Guibert en 1812 afin de remplacer l’ancienne église paroissiale Saint-Sauveur, située à la rue des Abbés Comtes, dont la tour-clocher fut gardée comme beffroi. À l’origine l’édifice occupait un plan en croix, mais il a été amplifié d’un parvis et rehaussé entre 1885 et 1886 afin de former une nef.

## Description
Édifiée en briques et pierre avec un soubassement en calcaire, l’église, en croix latine, est faite d’une nef de trois travées prolongée d’un transept proéminent et un sanctuaire à chevet plat. La façade (sur la 'place André Hénin') est ouverte d’un portail en plein cintre issu de la construction primitive. Celui-ci comporte une clé feuillagée et est surmonté d’un fronton triangulaire.
La nef à trois travées est percée au niveau supérieur de baies trapézoïdales simplement vitrées et bombées à clé et, au niveau inférieur, de fenêtres en plein cintre à clé. Elle est rythmée de pilastres corinthiens supportant un entablement avec corniches et modillons. La croisée du transept est surmontée d’un clocheton du XIXe siècle. Elle est flanquée à l’est d’une tour surmontée d’une toiture en cloche et d’un lanternon. Le transept saillant comporte à ses quatre angles une chapelle basse. La croisée du transept est surmontée d’une coupole aveugle et de voûtes en berceau. Le long des murs du sanctuaire (et du chevet plat) se trouvent deux rangées de stalles qui datent de l’époque monastique.
Tout le transept droit de l’église est aménagé en lieu de vénération des reliques de saint Guibert, avec châsse (sarcophage?), niche avec statue du saint et reliquaire. S’il n’y a plus de grand pèlerinage organisé en vénération du saint fondateur de l’abbaye, saint Guibert n’en reste pas moins fort lié à toute l’histoire de la ville de Gembloux. L’église est dépositaire de cette tradition séculaire.
Dans sa statuaire l’église est fort marquée par toute la tradition bénédictine (à laquelle appartenait saint Guibert). Les doubles colonnes de chaque pilastre de la croisée encadrent les grandes statues des saints Benoit, Guibert, Gertrude et Scolastique. Les grandes niches murales sont également occupées par les statues de saint Maur, saint Macloué, Placide et de l’autre côté du transept : les Pères de l'Église : saint Grégoire, Anselme et Pierre Célestin (Célestin V).

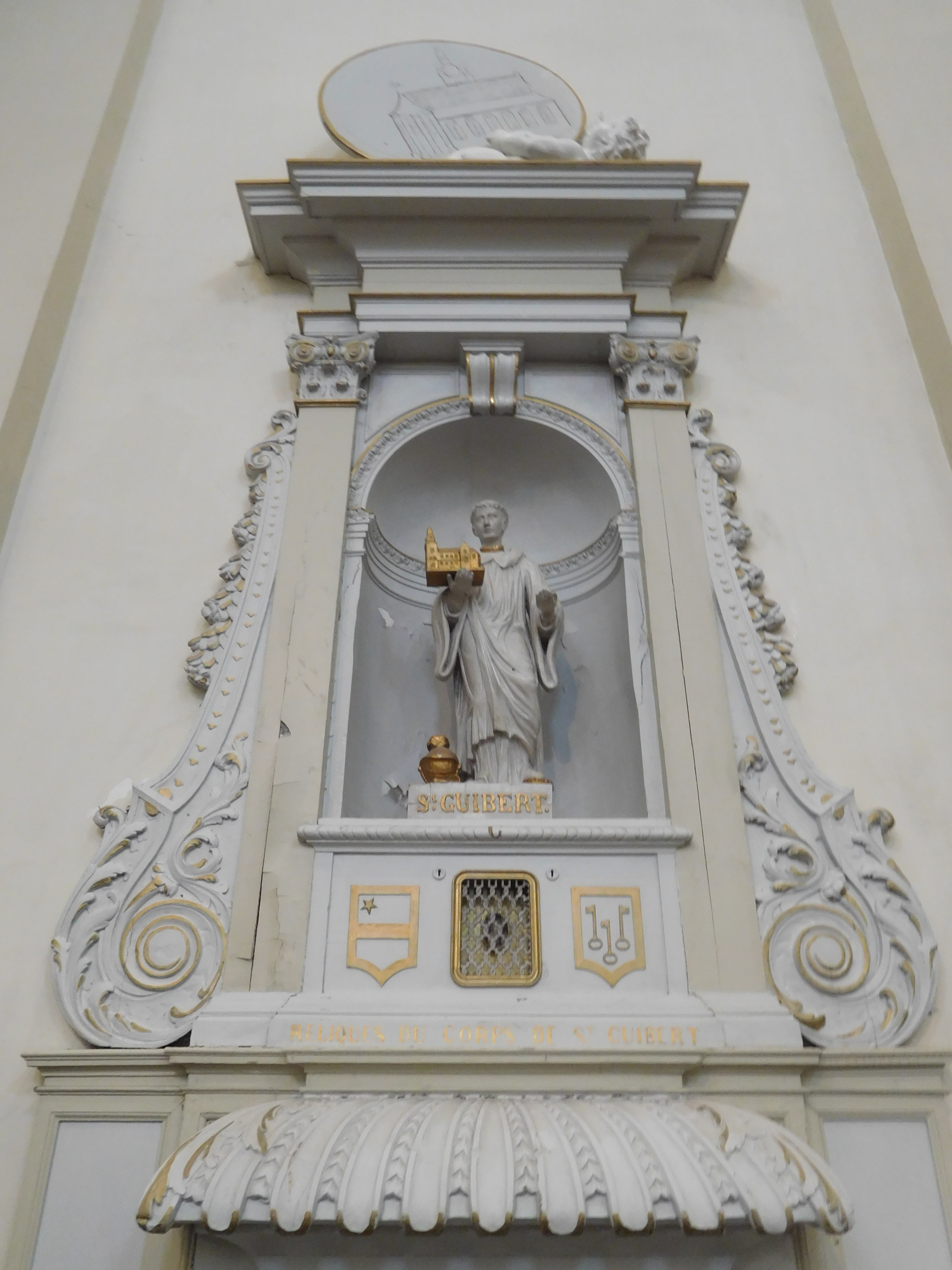
La statue de saint Guibert avec les reliques du saint

## Patrimoine
- Les stalles qui se trouvent dans le sanctuaire proviennent de l’ancienne abbaye de Gembloux et sont œuvre de l’artiste namurois Denis-George Bayar.
- Les reliques de saint Guibert se trouvent dans le transept droit, où reliquaire furent aménagés sous une large niche où se trouve la statue du saint (portant dans la main droite une maquette de son abbaye).
- Sur le chevet plat, au fond du sanctuaire, se trouve une large toile illustrant la réception solennelle des reliques du saint (artiste inconnu...)